# إمبيلية إجاصية الأوراق
إمبيلية إجاصية الأوراق (الاسم العلمي:Embelia pyrifolia) هي نوع من النباتات تتبع جنس الإمبيلية من فصيلة الربيعية.